# 織田シナモン信長
『織田シナモン信長』（おだシナモンのぶなが）は、目黒川うなによる日本の漫画。『月刊コミックゼノン』（ノース・スターズ・ピクチャーズ→コアミックス）にて2014年6月号から2021年10月号まで連載された。2016年5月からは同社のウェブ漫画配信サイト『WEBコミックぜにょん』でも配信される。
現代日本に犬として転生した戦国時代の名将たちを描くギャグ漫画。
2020年1月から3月までテレビアニメが放送された。

## 登場キャラクター
声の項はテレビアニメ版の声優。

### 犬
下記は過去生の名前も含めた名称。人間たちは単にペット名だけで呼ぶ（織田シナモン信長ならば「シナモン」）。転生した動物は前世の姿のイメージを出すことができ、お互いに見ることも可能。転生前の記憶や性格は残っているが、犬の温厚な気質も影響しているので基本的に皆仲は良い。前世で敵同士だった相手でも恨んだりすることは滅多になく、特にかつてのライバルに対しては高く評価していることが多い。
織田シナモン信長（おだシナモンのぶなが）
声 - 堀内犬友
赤いスカーフとフサフサした眉毛がトレードマークの本作品の主人公。本能寺の変で討ち死にした織田信長が転生した柴犬。一人称は「ワシ」で語尾に「～である」を付けて話す。生まれた時から転生した記憶があり、犬としての生き方に馴染めずペットショップでも反抗的な態度が原因で売れ残っていたが、処分寸前のところで市子に気に入られてペットとなる（アニメでは、生存競争の厳しさゆえに誰にも心を許せず荒んでいたが市子に選んでもらえたことで救われ、彼女に感謝して心を開くようになったことが描かれている）。犬としての生活もそれなりに気に入っているが、他の犬よりも前世へのこだわりが強く光秀のことは今でも恨んでいるほか、本能寺のトラウマから火が苦手になっている。
なお、本作の信長は短気ではあったものの周囲に気を遣う温厚な人物で、後世に伝わる苛烈な所業は大半が後述の太田牛一による創作とされている。浅井父子らの薄濃は事実らしいが、当人曰く「裏切られて怒ったテンションで（家臣に）作るように言ったら、まさか本当に作られるとは」とドン引きして一度も使わずにしまった、とのこと。
伊達ブー政宗（だてブーまさむね）
声 - 犬川登志夫
伊達政宗が転生したフレンチ・ブルドッグでアイパッチのような右目周りの黒斑が特徴。本名は「ブルードラゴン・ブラッディ・ファング」だが、長いことから「ブーちゃん」と呼ばれる。一人称は「オレ」で自分語りをするなど自意識が若干強く「中二病」と言われることもある。基本的にポジティブ思考で気の良い性格だが、マルタロウ（真田幸村）にライバルだと思われていなかったと知った時は激しく落ち込むなど威勢が良い割にメンタルは非常に弱い（ただし立ち直るのも早い）。大のサッカー好きで、戦国武将で代表メンバーを考えたこともある。飼い主が友達同士ということもあってシナモンと特に仲が良く、お互いの家に遊びに行ったりもしている。
武田ラッキー信玄（たけだラッキーしんげん）
声 - 犬田哲章
武田信玄が転生したポメラニアン。一人称は「わし」で語尾に「～じゃ」を付けて話す。小さくて可愛い外見を利用して人間女性のスカートの中を覗く通称「ぱんてぃ占い」を行う趣味があるなど、転生組の中でも特に前世のイメージとの落差が激しい。ただしジュリアンとのライバル意識は残っており、散歩中に川中嶋さんの家の前で足を止めて睨み合うのが日課になっている他、ドッグラン等で火花を散らすこともある。某携帯電話会社のCMに出演していた白いポメラニアンにキャラが被っているとして一時期嫉妬していたこともある。また、同じように小さく可愛らしい外見で女性人気のあるホイップをライバル視しており、一度女性の寵愛を巡って激しく争ったが、傍から見ると小型犬同士が取っ組み合う可愛らしいシーンでしかない。信長とは世代が近いこともあって気が合い、シナモン、ジュリアンと三匹で一緒にいることも多い。
上杉ジュリアン謙信（うえすぎジュリアンけんしん）
声 - 杉田直司
上杉謙信が転生したボルゾイ。一人称は「某（それがし）」で語尾に「～ぞい」を付けて話す。大型犬のため強く見られがちだが実際は気が弱く、注射を怖がって腰が抜けてしまうことも。ラッキーと違って前世の硬派な性格は残っており、かつてのライバルの情けない姿に怒ることもあるが、女人禁制の誓いを立ててしまい生涯独身であったことを実は後悔していて（アニメではマルタロウから童貞と言われ怒りを露わにしている）、小型犬ゆえに好きなだけ女性に甘えられるラッキーを羨ましく思うなど女性に対する憧れが強い。信長のことは前世で贈ってもらった（実際は派手で不要だったため送りつけた）ビロードのマントを気に入っており感謝している。なお、史実の通り無類の酒好きであり、犬になってから一度も飲めなくなって癇癪を起したこともあったが、ブーから「酒は犬にとっては毒」と聞かされてあっさり諦めた。
今川ギルバート義元（いまがわギルバートよしもと）
声 - 櫻犬孝宏
今川義元が転生したミニチュアダックスフンド。一人称は「麿（まろ）」で語尾に「～のな」を付けて話す。リリィとはある金持ちに番い（夫婦）として飼われており、前世同様豪勢な生活を楽しんでいる。前世で信長に討たれたことは全く恨んでおらず、シナモンとは普通に接する。リリィとは周囲を気にせず円満な雰囲気を醸し出すため、シナモン達からは「リア獣」と呼ばれて嫉妬されている。
マリー・リリィ・アントワネット
声 - 坂犬真綾
マリー・アントワネットが転生したミニチュアダックスフンド。ギルバートとは良好な夫婦関係を持ち、今生を楽しんでいる。高貴な生まれらしく物腰も言葉遣いも丁寧だが、少々嫉妬の気が鋭く、ギルバートが前世の妻を想像しただけで恐ろしいほどのオーラを発する。
黒田チャーリー官兵衛（くろだチャーリーかんべえ）
声 - 犬上和彦
黒田官兵衛が転生したトイプードル。一人称は「私」で敬語口調で話す。常に冷静沈着で物知りのため、犬に転生した武将達をまとめる知恵袋的存在。旅番組を観るのが好きでリポーターに憧れている。飼い主によってサマーカットされた時には酷く落ち込んでいた。
真田マルタロウ幸村（さなだマルタロウゆきむら）
声 - 鈴村犬一
真田幸村が転生したコーギー。本作の幸村は伊達政宗を特にライバルとは認識しておらず、そのことを聞いた政宗（ブー）を落胆させている。一人称は「ボク」で、最年少なためか敬語で話す。陽気かつ無邪気な性格で、しばしば悪意のない毒舌を吐いてはシナモン達の怒りを買う。本人（犬）いわく、早く打ち解けたいがために物事をはっきり言っていたが、それが逆効果であることをジュリアンに指摘され反省する。
来世はまた人間になるために徳を積むことを考えている。正義感が強く、人のために役に立ちたくて盲導犬に憧れていたが、現実を知って酷く落ち込んだ所を「世界を導く犬になれ」というブーの助言で立ち直る。
アニメでは「前世がハードだった分毎日が楽しい」という理由で常に声を出して笑っている。オシッコをしている最中でも笑っているため、シナモンから「笑うか小便するかどっちかにしろ」と突っ込まれる。
松永ホイップ久秀（まつながホイップひさひで）
声 - 中尾隆聖犬
松永久秀が転生したチワワ。前世の姿とは似ても似つかない小型犬だが、中身は相変わらず危険な性格。一人称は「オレ」や「オレ様」で、可愛いと寄ってきた女の子を「メスブタ」呼ばわりする程口が悪い。ロックな生き様を追求しており、特技は自作の歌を歌うこと。彼の歌は人間には「キュ～ン」といった可愛い鳴き声にしか聞こえないが、内容は反骨精神に溢れており、シナモンは呆然とし、マルタロウは呆れていた（アニメでは逆に感動し「アニキと呼ばせて下さい」と言っていた）が、ブーはそこそこ気に入っていた。ラッキーと同様に人間女性を好むが、可愛らしさは自分の方が上だと思っている。
作者いわく、当初は高倉健のイメージで作っていたものが、直していくうちに内田裕也が加わったとのこと（通称「ロックジジイ」）。
朝倉プリン宗滴（あさくらプリンそうてき）
朝倉宗滴が転生したヨークシャー・テリア。シナモン同様、前世で「犬になる」と発言したら本当に犬に転生した。一人称は「吾輩」。生涯現役で後継者が育たなかったことをマルタロウから「老害」と言われてしまう。
木下セイヤ秀吉（きのしたセイヤひでよし）
木下藤吉郎（後の豊臣秀吉）が転生したミニチュア・ブル・テリア。犬に転生しても信長への忠誠心は残っており、現世で信長が転生したシナモンに再会した時は非常に喜んでいた。信長を討った黒幕の人物を知っており、明智光秀に対しては申し訳なく思っている。
毛利ジャスティン元就（もうりジャスティンもとなり）
毛利元就が転生したボーダー・コリー。市子達が参加したドッグラン主催の日帰りツアーで訪れたレジャー施設の救助犬。木津川口の戦いのことを転生してからも根に持っており、同じく転生した3人の息子である毛利シーザー隆元、吉川アーサー元春、小早川ガイザー隆景を引き連れてシナモン達に勝負を挑む。彼ら以外にも6匹の子犬がいる。
前田ペル利家（まえだペルとしいえ）
前田利家が転生したシベリアン・ハスキー。セイヤ同様信長への忠誠心は転生しても残っている。ギルバート同様飼い主が金持ちである。暑さに弱いため、夏場は各所にある避暑地で暮らしている。
斎藤リッキー道三（さいとうリッキーどうさん）
斎藤道三が転生したシェパード。濃姫の実の父親であるため、シナモンは義理の息子となる。信長のことは大うつけと聞いていたが、挨拶に来た時は正装であったため非常に気に入った模様（本人いわく、自分のノリが軽いため大うつけが増えるのは困るらしい）。常に笑顔を振り撒いているが、プリンは彼の軽いノリを性根が腐っているとして気に入っていない。過去に発言したことは本人いわく「覚える気がない」とのこと。
作者のイメージでは「ちょいワルオヤジ風」。
細川こはるガラシャ（ほそかわこはるガラシャ）
細川ガラシャが転生したグレート・ピレニーズ。明智光秀の娘であり細川忠興の妻。父の謀反の報せが入ると夫とは離縁し幽閉の身となり、その際に身体を鍛えていたため筋骨隆々の体つきをしている。

### その他の動物
リス
声 - 入栗鼠自由
明智光秀が転生したシマリス。当初は大学の研究所にいた（アニメでは野生のリスだった）が、三津秀人（ミツヒデ）に懐いてペットとなる。ズボラなミツヒデとは対照的に几帳面な性格。
アニメ最終話では、自らの正体を明かすことなく初めてシナモンやブーと会話をしている。
太田牛一（おおた ぎゅういち）
声 - 福山牛（第6話では「カメムシ潤」、第7話では「潤アント潤」、第11話では「くるっぽー」名義）
織田信長の家来的存在で、信長からは「牛ちゃん」と呼ばれていた。信長の熱烈な信奉者で、彼の偉大さを後世に伝えようと信長公記を著すが、本人に覚えがない寺社焼き討ちのことを書く等かなり盛ってしまい、現代の間違った信長のイメージを広めた元凶でもある。再び信長に仕えたいという強い思いから、牛、蟻、カメムシ、鳩、トカゲと様々な動物に転生するが、登場するたびに転生先の悪さから不運 に見舞われ、シナモンと対面を果たす前に死んでしまうのが定番となっている。
なお、福山はアニメ内で太田の声以外にナレーションも担当している。
村上武吉（むらかみ たけよし）、九鬼嘉隆（くき よしたか）
単行本5巻の番外編に登場。それぞれ亀とザリガニに転生した。
千利休（せんの りきゅう）
かつては信長と秀吉に仕えた茶人。ペルいわく、現世ではカラスに転生しており、前世では黒が好きだったことからかコーラを好んで飲んでいたとのこと。
高三隆達（たかさぶ りゅうたつ）
隆達節の創始者。現世ではウグイスに転生した。かつては恋を題材にした歌を歌い老若男女問わず評判だったが、転生した後でも他のメス鳥達を虜にしている。

### 人間
尾田市子（おだ いちこ）
声 - 熊田茜音
本作のヒロイン。普通の女子高生。親友であるトモからはイッチーと呼ばれている。ペットショップで既に信長が転生していた子供の柴犬にシナモンと名付けペットとして飼い始め現在に至る。シナモンからは「小娘」と（心の中で）呼ばれ、天然気味な言動をよく突っ込まれているが、彼女がミツヒデに失恋したと思って落ち込んだ時には「自分が日本一の男を見つけてやろうぞ」と意気込んだり、アニメではラッキーが彼女のパンツを覗いたと聞いて怒るなど、それなりに大切に思われている。
作者とアシスタントは共に私服校だったことから制服は登場しないが、アニメ化によりブレザーの制服がデザインされた。人の服のはそうではないが、シナモンに選ぶ犬服のセンスは独特。
食いしん坊で油断するとすぐに太るため、自身の体型と体重を気にしており雑誌のダイエット特集を見ては挑戦するが、一度として成功したことはない。
なお、一度だけシナモンと一緒に激しく太ったが、次の回には二人とも何事もなかったかのように元の体型に戻っていた（アニメではものの数分でシナモンと共に戻っており、痩せるまでの描写は省略されたが「大変危険なので自己責任でお願いします」とナレーションされた）。
三津秀人（みつ ひでと）
声 - 七海ひろき
ミツヒデという渾名の美青年。是音大獣医畜産学部に通う大学生。好物は牛乳と犬（特に柴犬）。見た目も明智光秀に瓜二つなのでシナモンからは明智光秀の生まれ変わりではないかと思われている。ドッグランではシナモン以外の犬に一切興味がなく、見かけたら飛び上がって抱きつく（アニメでは「大好きだー！」「愛してる！」と叫んでいる）等愛情表現が独特過ぎて困っている。市子は初めて会った時から一目惚れしているが本人は気付いていない模様。缶ビール1本で泥酔してしまう程酒に弱い。
なお、七海はアニメ第1話と第2話で転生前の明智光秀の声も担当している。
本願寺世良（ほんがんじ ときよし）
声 - 諏訪部順一
ミツヒデの幼なじみで、同じ大学と学部に通う大学生。彼からは名前をもじってセーラと呼ばれている。若干強面でぶっきらぼうだが、根は真面目で優しい世話焼き体質系男子大学生の模様。家事全般が得意で、料理からアイロンがけまで何でもこなすなど器用だが、自動車の運転は苦手。シナモン以外の犬達からは甘いサツマイモを与えたことから「イモのにーちゃん」と呼ばれ懐かれており、シナモンからは苗字が本願寺なので警戒されているが、「料理番にしてやってもいい」と料理のうまさは認めている。
トモ
声 - 陶山恵実里
市子の親友。癖毛のボブをシュシュで結んでワンサイドアップにしている。言いたいことははっきりと言う性格。男性アイドルユニットの「ケン」を推している。犬が機嫌が悪くなった時のマッサージが上手い。
アイ
声 - 齋藤綾
市子の友人でブーの飼い主。丸眼鏡と三つ編みが特徴。戦国武将の中でも特に伊達政宗（但し2次元又は2.5次元）が好きで、2.5次元ミュージカル「剣刀演舞」の熱烈なファン（毎日朝・昼・晩と観る程）。ミツヒデとセーラの関係をBLではないかと激しく妄想する他、アニメでは愛読する戦国武将のBL漫画を市子やトモに布教する等、所謂腐女子。
パパ
声 - 水島裕
市子の父。スクエア型の眼鏡を掛けている。会社員。ゴルフ好きで涙もろい。シナモンは「パパ上」と呼んでいる。シナモンとは接待に関するお互いの持論から意気投合しており、男同士ということもあって特に仲がいい。
ママ
声 - 日髙のり子
市子の母。シナモンをブラッシングして抜けた毛で小さいシナモンのぬいぐるみ（通称「チナモン」）を作ってしまう程手先が器用。シナモンは「ママ上」と呼んでいる。登場シーンではいつも目が隠れている。
森蘭丸（もり らんまる）
声 - 上村祐翔
戦国時代の武将であり信長の側近。本能寺の変で信長と共に討ち死にする。

## 書誌情報
- 目黒川うな 『織田シナモン信長』 ノース・スターズ・ピクチャーズ→コアミックス〈ゼノンコミックス〉、全10巻
  1. 2015年12月19日発売[11]、ISBN 978-4-19-980319-2
  2. 2016年9月20日発売[12]、ISBN 978-4-19-980367-3
  3. 2017年4月20日発売[13]、ISBN 978-4-19-980405-2
  4. 2017年10月20日発売[14]、ISBN 978-4-19-980453-3
  5. 2018年8月20日発売[15]、ISBN 978-4-19-980511-0
  6. 2019年7月20日発売[16]、ISBN 978-4-19-980585-1
  7. 2019年12月20日発売[17]、ISBN 978-4-19-980609-4
  8. 2020年3月18日発売[18]、ISBN 978-4-19-980624-7
  9. 2020年12月19日発売、ISBN 978-4-86720-203-6
  10. 2021年10月20日発売、ISBN 978-4-86720-275-3

## テレビアニメ
2020年1月から3月までテレビ東京ほかにて放送された。
主要キャラクター（犬などの動物に転生した戦国時代の人々）を演じる声優の面々は、「謎の超大型新人声優」という扱いになっているが、名前を見るとある程度本来の名が察せられるように、一文字程度を「もじり」芸名が付けられている。なお、杉田直司のみ、杉田智和の実家で飼われていた愛犬の名前が採用されており、アニメ公式サイトにおけるキャストの写真も杉田ではなく直司の写真が使用されている。また、次回予告とエンディング映像は実写で構成されており、それぞれ出演声優とその愛犬が週替わりで出演している。

### スタッフ
- 原作 - 目黒川うな[6]
- 監督 - 髙橋英俊[6]
- シリーズ構成・脚本 - 経塚丸雄[6]
- キャラクターデザイン - 香川久[6]
- プロップデザイン - 宮川治雄[6]
- わんこアドバイザー - 大藤玲一郎
- 美術デザイン - 佐藤正浩[6]
- 美術監督 - 佐藤正浩、千葉薫[6]
- 色彩設計 - 臼井真子[6]
- 撮影監督 - 阿部安彦[6]
- 編集 - 白石あかね[6]
- 音響監督 - 菊田浩巳 [6]
- 音楽 - 宮崎慎二、中村博[6]
- 音楽制作 - エイベックス・ピクチャーズ[6]
- プロデューサー - 菅沼正浩、押切万耀、尾崎源太、鈴木涼太、滝野圭輔、稲本幸子
- アニメーションプロデューサー - 千葉真悟
- 制作 - ぴえろ[6]
- アニメーション制作 - スタジオ サインポスト[6]
- 製作 - 「織田シナモン信長」製作委員会

### 主題歌
「Sunny Sunny Girl◎」
熊田茜音によるオープニングテーマ。作詞はこだまさおり、作曲・編曲は山口朗彦。
「犬生は一度きり」
シナモン（堀内犬友）、ブー（犬川登志夫）、ラッキー（犬田哲章）によるエンディングテーマ。作詞はSEAMO、作曲はSEAMOとShintaro"Growth"Izutsu。合いの手としてジュリアン（杉田直司）、ギルバート（櫻犬孝宏）、チャーリー（犬上和彦）、マルタロウ（鈴村犬一）が参加している。
「エターナルずんだ、えだまめフォーエバー」
伊達組による第4話挿入歌。作詞は目黒川うな、作曲は中村博。伊達組は鞍切景秀役の畠中祐、亘理来国光役の小笠原仁、鎬藤四郎吉光役の橘龍丸、燭台切光忠役の寺島惇太、大倶利伽羅広光役の沖野晃司、鎺国行役の高橋伸也で構成される。
「尻尾越しのアイラブユー」
ホイップ（中尾隆聖犬）による第6話挿入歌。作詞は目黒川うな、作曲は中村博。

### 各話リスト
| 話数   | サブタイトル                                          | 絵コンテ          | 演出              | 作画監督                                                     | 総作画監督                          | 放送日         |
| ------ | ----------------------------------------------------- | ----------------- | ----------------- | ------------------------------------------------------------ | ----------------------------------- | -------------- |
| 第1話  | 時空を越えて蘇った漢ワシが織田シナモン信長である!?    | 山本重治 高橋英俊 | 加藤顕            | 橘尚美 大竹紀子 有泉洋子 福井麻記 富山大輔                   | 香川久                              | 2020年 1月11日 |
| 第2話  | 牛乳マンとイチゴパンティ…本能寺の恋!?                 | 夕澄慶英！        | 泉明宏            | 棚澤隆 石本英治 RAN SHAO 谷口繁則 宇都木勇 松下純子 阿萬和俊 | 香川久                              | 1月18日        |
| 第3話  | 犬貴族、桶狭間の戦い再び…であるか？                   | 小岩井礼文        | 秦義人            | 加藤壮 鈴木光 徳永さやか WONWOO Animation                    | 香川久                              | 1月25日        |
| 第4話  | 雨音は戦の調べ〜始まりはいつも雨〜                    | 山本重治 高橋英俊 | 栗山美秀          | Chang Bum Chul Heo Hey Jung Kim Hyoun Ok                     | 香川久 横田守                       | 2月1日         |
| 第5話  | 鷹狩り！ゴルフ!!炎のオッサン行事!!                    | 小林一三          | 鈴木吉男          | Lee Sang Jin 大竹紀子                                        | 香川久                              | 2月8日         |
| 第6話  | ロックだぜ!!!かわいい♥最凶の漢現る!?                  | 紅優 鵜飼ゆうき   | 池田重隆 高橋英俊 | 橋本純一 松岡秀明 森口弘之 洪範錫                            | 横田守 香川久                       | 2月15日        |
| 第7話  | 地球の平和を守りたい…ドッグランより愛を込めて？       | 玉川真人          | 馬引圭            | Chang Bum Chul Heo Hey Jung                                  | 横田守 香川久                       | 2月22日        |
| 第8話  | グルメ対決!?譲れない味があんだよ!!!                   | 伊達勇登          | 伊達勇登          | 橘尚美 大竹紀子 富山大輔 阿萬和俊 有泉洋子 石田千夏          | 横田守 香川久                       | 2月29日        |
| 第9話  | コタツでほっこり♪極寒越冬木枯らし冬将軍               | 石山タカ明        | 秦義人            | Oh Yang Hyun Son Kil Young                                   | 横田守 香川久                       | 3月7日         |
| 第10話 | 待ちきれなくて・・・夏!!ワンピと褌でいざ尋常に勝負!!! | 玉川真人          | 栗山美秀          | Lee Sang Jin 一ノ瀬結梨                                      | 横田守 香川久                       | 3月14日        |
| 第11話 | 燃えろ！人生とSNS!!!                                  | 久城りおん        | 鈴木吉男          | Chang Bum Chul Heo Hey Jung                                  | -                                   | 3月21日        |
| 第12話 | いくさの子犬                                          | しぎのあきら      | 小坂春女          | 橘尚美 大竹紀子 富山大輔 阿萬和俊 有泉洋子 石田千夏          | 横田守 香川久 羽山淳一 きすいだこね | 3月28日        |

### 放送局
| 放送期間                | 放送時間                     | 放送局       | 対象地域   | 備考                      |
| ----------------------- | ---------------------------- | ------------ | ---------- | ------------------------- |
| 2020年1月11日 - 3月28日 | 土曜 1:23 - 1:53（金曜深夜） | テレビ東京   | 関東広域圏 | 製作参加                  |
|                         | 土曜 2:05 - 2:35（金曜深夜） | テレビ愛知   | 愛知県     |                           |
|                         | 土曜 2:10 - 2:40（金曜深夜） | テレビ大阪   | 大阪府     |                           |
|                         | 土曜 21:30 - 22:00           | AT-X         | 日本全域   | CS放送 / リピート放送あり |
| 2020年2月2日 - 4月26日  | 日曜 19:30 - 20:00           | アニマックス | 日本全域   | BS/CS放送                 |

| 配信開始日    | 配信時間           | 配信サイト |
| ------------- | ------------------ | --- |
| 2020年1月11日 | 土曜 12:00 更新    | あにてれ dTV |
| 2020年1月16日 | 木曜 0:00 更新     | Amazonプライム・ビデオ dアニメストア バンダイチャンネル AbemaTV Paravi ビデオパス GYAO! GYAO!ストア HAPPY!動画 Rakuten TV ニコニコチャンネル ビデオマーケット J:COMオンデマンド Google Play ムービーフルPlus ビデックスJP DMM.com |
|               | 木曜 12:00 更新    | アニメ放題 U-NEXT |
|               | 木曜 19:00 更新    | TSUTAYA TV |
|               | 木曜 22:00 - 22:30 | ニコニコ生放送 |
| 2020年2月3日  | 月曜 0:00 更新     | アニマックスオンデマンド |

### BD / DVD
| 巻 | 発売日        | 収録話          | 規格品番   | 規格品番   |
| 巻 | 発売日        | 収録話          | BD         | DVD        |
| -- | ------------- | --------------- | ---------- | ---------- |
| 1  | 2020年3月27日 | 第1話 - 第3話   | EYXA-12868 | EYBA-12864 |
| 2  | 2020年3月27日 | 第4話 - 第6話   | EYXA-12869 | EYBA-12865 |
| 3  | 2020年4月24日 | 第7話 - 第9話   | EYXA-12870 | EYBA-12866 |
| 4  | 2020年4月24日 | 第10話 - 第12話 | EYXA-12871 | EYBA-12867 |

### 関連番組
織田シナモン信長役の堀内犬友と尾田市子役の熊田茜音によるWebラジオ『群雄割局！ 織田シナモン信長ワンだふるラジ尾』が、2020年1月10日より3月27日まで音泉にて5回配信。
ショートドラマ『ワン次元！織田シナモン信長』がdTVにて、同年1月11日より毎週土曜12時に配信。実写映像化したシナモンたちに声優がアテレコをする。
| テレビ東京 土曜 1:23 - 1:53（金曜深夜） 枠 | テレビ東京 土曜 1:23 - 1:53（金曜深夜） 枠 | テレビ東京 土曜 1:23 - 1:53（金曜深夜） 枠 |
| 前番組                                     | 番組名                                     | 次番組                                     |
| ------------------------------------------ | ------------------------------------------ | ------------------------------------------ |
| ワンパンマン（第2期、再放送）              | 織田シナモン信長                           | 文豪とアルケミスト 〜審判ノ歯車〜          |